# تادئوش سویتوچوسکی
تادئوش سویتوچوسکی (به لهستانی: Tadeusz Świętochowski) (متولد ۱۹۳۴ - درگذشته ۱۵ فوریه ۲۰۱۷)، مورخ و قفقازشناس لهستانی بود. او استاد دانشکده تاریخ در دانشگاه مونماوث است. او دکترای افتخاری از دانشگاه خزر و دانشگاه ایالتی باکو گرفت و عضو افتخاری انجمن مطالعات اروپای مرکزی است. زمینه کاری او تاریخ مدرن جمهوری آذربایجان و خاورمیانه است. سویتوچوسکی مفتخر به لقب پیشگام متخصصین تاریخ مدرن جمهوری آذربایجان است.
او همچنین در دانشگاه ورشو به عنوان متخصص ارشد فولبرایت تدریس می‌کرد.

## تاریخ قفقاز از نگاه سویتوچوسکی
سویتوچوسکی در مورد پیشینه آذربایجان چنین می‌نویسد: «از زمان ماد باستان و پارس هخامنشی، آذربایجان جزئی از ایران بود. یکی از فرضیه‌های ریشه‌شناسی نام آذربایجان، انشقاق از کلمه آتروپاتنه است که نام ساتراپ پارسی در زمان اسکندر بزرگ بود. فرضیه دیگر، که قابل توجیه‌تر هم هست، ریشه این کلمه را به «آذر»، به معنی آتش برمی‌گرداند. از اینرو، آذربایجان به معنی «سرزمین آتش» به خاطر آتشکده‌های زیادی که در آن سرزمین با منابع عظیم نفت محلی تغذیه می‌شده، معنی می‌شود. آذربایجان شخصیت ایرانی خود تا حتی پس از حمله اعراب و تغییر مذهب به اسلام تا میانه قرن هفتم، نگه داشته‌است. فقط چهار قرن بعدتر، زمانی که ترک‌های اغوز در دوران خاندان سلجوق، به این سرزمین سرازیر شدند، سهم بالایی از جمعیت این منطقه را ساکنین ترک‌زبان تشکیل داد. جمعیت اصلی با ایل‌های مهاجر آمیخته شد و زبان فارسی به تدریج توسط لهجه‌های ترکی ریشه‌کن شد. پس از هجوم مغول‌ها در قرن ۱۳ میلادی، آذربایجان قسمتی از امپراتوری هلاکوخان و جانشینانش (ایلخانان) شد و پس از آن، به دست ترکمن‌های رقیب، قراقیونلوها و آق‌قویولون‌ها شد. در سال‌های آغازین قرن بعدی، آذربایجان پایه قدرت دیگر خانواده محلی، صفویان گشت. صفویان بیش از دو قرن پایدار ماندند که حکومتشان در ۱۷۲۲ میلادی پایان یافت و توسط شورش داخلی و هجوم افغان‌ها، به‌زیر کشیده شدند.

## آثار منتخب
- Russian Azerbaijan, 1905-1920: The Shaping of a National Identity in a Muslim Community, Cambridge University Press, 1985
- Russia and Azerbaijan. A Borderland in Transition, New York, Columbia University Press, 1995 (Translated into Azerbaijani by Khazar University Press)
- Azerbejdżan i Rosja: kolonializm, islam i narodowość w podzielonym kraju, ISP PAN, 1998
- Historical Dictionary of Azerbaijan (co-author, 1999)
- Azerbejdżan, Warszawa, Trio, 2006